# آشوت مادویان
آشوت آرمنی مادویان (ارمنی: Աշոտ Արմենի Մադոյան زادهٔ ۱۹ دسامبر ۱۹۳۲ - درگذشته ۱۱ سپتامبر ۲۰۱۰) دانشمند، مخترع، استاد اهل ارمنستان بود.

## زندگی‌نامه
وی در ۱۹ دسامبر ۱۹۳۲ در روزدیلنا به دنیا آمد و از دانشگاه ملی پلی‌تکنیک ادوسا (۱۹۵۵) فارغ‌التحصیل گشت. همچنین برندهٔ جوایزی همچون نشان پرچم سرخ کار، نشان برجسته افتخار  شده است. وی در ۱۱ سپتامبر ۲۰۱۰ در سن ۷۷ سالگی درگذشت.

## یادداشت
1. ↑  տեխնիկական գիտությունների դոկտոր
2. ↑  Օդեսայի ազգային պոլիտեխնիկական համալսարան